# Demetrios Chalkokondyles

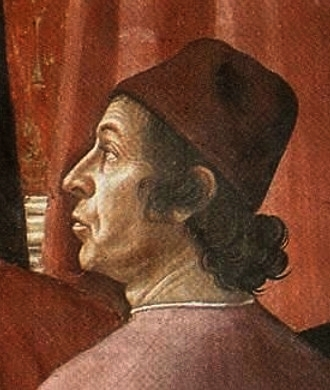
Die als Demetrios Chalkokondyles identifizierte Person auf Domenico Ghirlandaios Fresko Zacharias im Tempel in Santa Maria Novella

Demetrios Chalkokondyles (griechisch Δημήτριος Χαλκοκονδύλης Dimitrios Chalkokondylis, auch bekannt als Demetrikokondyles, Demetrios Chalkondylas, Chalkokondylas, Chalkokondylis oder Chalkondyles; * August 1423 in Athen; † 9. Januar 1511 in Mailand) war ein griechischer Humanist und Professor für Gräzistik und Moralphilosophie in Italien. Er gehörte zu den für die Vermittlung griechischer Gelehrsamkeit in den Westen bedeutendsten Personen.

## Leben
Demetrios Chalkokondyles lehrte über 40 Jahre lang, wechselnd in Padua, Perugia, Mailand und Florenz, Griechisch. Unter seinen Schülern befanden sich Janos Laskaris, Angelo Poliziano, Thomas Linacre, Leo X., Castiglione, Giraldi, Stefano Negri und Giovanni Maria Cattaneo, sowie in Florenz der berühmte Hebraist Johannes Reuchlin; zusammen mit Marsilio Ficino, Poliziano und Theodoros Gazes war er maßgeblich an der Wiederaufleben der griechischen Literatur in der westlichen Welt beteiligt. Von 1463 bis 1471 war er Professor für Griechisch in Padua, von 1471 bis 1491 in Florenz und von 1491 bis 1511 in Mailand; zudem war er in Florenz ab 1484 auch Professor für Moralphilosophie gewesen. Chalkokondyles veröffentlichte die erste Druckausgabe (Editio princeps) des Werkes Homers im Jahr 1488, von Isokrates 1493, ebenso wie die das byzantinische Lexikon Suda 1499. Im Jahre 1463 drängte Demetrius Chalkokondyles auf einen Kreuzzug zur Befreiung und Wiedereroberung seines Heimatlandes Griechenland von den eindringenden Osmanen. Er gehörte zu den bedeutendsten griechischen Gelehrten im Westen und trug zur Renaissance-Literatur Italiens bei. Auch war er der letzte der griechischen Humanisten, der griechische Literatur als Fach an den großen Universitäten der italienischen Renaissance (Padua, Florenz, Mailand) lehrte.
Er war ein Vertrauter von Marsilio Ficino, dessen Platon-Übersetzung er durchgesehen hatte, und unterstützte Laurentius Laurentianus bei der Übersetzung der hippokratischen Aphorismen.